# Sita Sings the Blues
Sita Sings the Blues er en animationsfilm fra 2008, skrevet, instrueret, produceret og animeret af den amerikanske kunstner Nina Paley (med undtagelse af nogle kampscener af Jake Friedman). Filmen består primært af 2D animation.
Filmen fortæller om en episode fra den hinduistiske myte Ramayana, samtaler mellem indiske skyggedukker, musikalske indslag med jazzikonet Annette Hanshaws stemme samt scener fra Nina Paleys eget liv.
Filmen er blandt andet kendt for, at Nina Paley har valgt at udgive den under en Creative Commons Licens, der giver enhver lov til at downloade filmen fra filmens egen hjemmeside.